# Magnolia boliviana
Magnolia boliviana là một loài thực vật thuộc họ Magnoliaceae. Đây là loài đặc hữu của Bolivia.